# 1分間マネジャー
『1分間マネジャー』（いっぷんかんマネジャー The One Minute Manager）は、Ken Blanchardの著書。

## 概要
1982年にアメリカ合衆国で出版。日本では1983年2月にダイヤモンド社から出版。
この書籍は頭の固い学者たちには陳腐で浅薄だと批判されていたものの、25以上の言語に翻訳され、700万部以上を売り上げる。
著者は序文でこの書籍のことを、これまでの多くの賢い人が我々に教えてくれたことや、我々自身が学んできたことを分かりやすいたとえ話にしたものであると述べている。
伝統的な管理法というのは、チーム全員が週に1回は集まって1人ずつ発表させるというもので、これには報告と議論も混じるために、参加者が5人程度でも2時間ほどかかってしまう。これに対して1分間マネジャーでは1人1分ずつ個別に毎日マネジャーすると言うことであった。現実は1人に5分ほどかかるが、それでも伝統的な方法と比べればマネジャーの時間的な負担を減らすことができる。コミュニケーションを行ううえでは、「多人数、小頻度」よりも「少人数、多頻度」の方が効果的であるという考えであった。1分間マネジャーの本質は、頻度を増やすということであった。